# 香港經濟民生聯盟
香港經濟民生聯盟（英語：Business and Professionals Alliance for Hong Kong），簡稱經民聯，香港建制派第三大政黨，現為香港立法會第二大黨，擁有2個選舉委員會界別議席及7個功能組別議席，直選議席不及民建聯、工聯會和新民黨。

## 歷史
成立於2012年10月7日，創會成員包括梁君彥、林健鋒、劉皇發、石禮謙、盧偉國、張華峰及梁美芬，皆為立法會議員。創黨主席為梁君彥，林健鋒、張華峰擔任副主席，劉皇發則任榮譽主席，三人均為經濟動力成員，成員除西九新動力及九龍社團聯會的梁美芬為九龍西地區直選議員及九龍城區議會議員外，其餘皆為功能界別議員。
經民聯的成立，使該政黨成為繼民建聯（13席）後，在香港立法會內的第二大黨。
經民聯主席梁君彥指，經民聯成立之目的是為發展經濟、改善民生及捍衛香港核心價值，並以「工商帶動經濟，專業改善民生」為口號，祈望擔任工商專業界與市民溝通的橋樑。又指望可為中產階層及中小企發聲。除了支持發展香港經濟外，亦表示會維護香港核心價值。
鄉事派在經民聯中举足轻重。新界鄉議局前主席刘皇发是经民联创党人之一、经民联荣誉主席，也曾常年担任立法會議員；而鄉議局现任主席、立法会议员刘业强，现在也兼任经民联副主席。
有別於之前的工商界政治聯盟工商專業聯盟，自由黨並無加入。其後經民聯的林健鋒在2012年加入行政會議，成為行政會議非官守成員。不少原本支持自由黨的工商界及中產階級轉為支持新民黨及經民聯，自由黨漸趨中聯辦及梁振英領導的香港特區政府邊緣化。
2016年香港立法會選舉，經民聯以反對香港獨立作為參選立法會的綱領，結果在地區直選和功能組別合共取得7個議席。梁君彥成為香港立法會主席後，辭去經民聯主席，改任榮譽主席，盧偉國成為新任經民聯主席。
2018年12月11日，吳永嘉加入經民聯，立法會議席增至8席，成為立法會第二大黨。
2021年香港立法會選舉，石禮謙放棄連任、張華峰競逐連任失敗下，經民聯立法會議席減至7席，被得8席的工聯會超越，而成為立法會第三大黨。
2022年，陳祖恒及龍漢標加入經民聯，立法會議席增至9席，成為立法會第二大黨。

## 黨內架構

### 執行委員會
榮譽主席
- 梁君彥（立法會主席）

主席
- 盧偉國（立法會議員）

副主席
- 林健鋒（立法會議員、行政會議成員）
- 梁美芬（立法會議員、基本法委員會委員、港區全國人大代表）
- 劉業強（立法會議員、鄉議局主席、屯門區議會議員、全國政協委員、行政會議成員）
- 吳永嘉（立法會議員、港區全國人大代表）

秘書長
- 陳祖恒（立法會議員）

副秘書長
- 陸瀚民（立法會議員）

### 地區事務委員會
主席
- 梁美芬（香港立法會議員、基本法委員會委員、港區全國人大代表）

### 監事委員會
主席
- 林建岳（全國政協常委）

副主席
- 張華峰

司庫
- 石禮謙

## 議員

### 立法會議員
| 席位       | 選區／界別     | 議員     | 2012-2016 | 2016-2021 | 2022-2025 | 備註                                                                                 |
| ---------- | -------------- | -------- | --------- | --------- | --------- | ------------------------------------------------------------------------------------ |
| 地方選區   | 九龍西         | 梁美芬   |           |           |           | 西九新動力主席及九龍社團聯會成員，聯盟副主席，聯盟地區事務委員會主席                 |
| 功能界別   | 鄉議局         | 劉皇發   |           |           |           | 鄉議局前主席，聯盟名譽主席，已故                                                     |
| 功能界別   | 鄉議局         | 劉業強   |           |           |           | 鄉議局主席，劉皇發長子，屯門鄉事委員會主席，屯門區議會當然議員，全國政協，聯盟副主席 |
| 功能界別   | 工程界         | 盧偉國   |           |           |           | 聯盟主席                                                                             |
| 功能界別   | 地產及建造界   | 石禮謙   |           |           |           |                                                                                      |
| 功能界別   | 地產及建造界   | 龍漢標   |           |           |           |                                                                                      |
| 功能界別   | 商界（第一）   | 林健鋒   |           |           |           | 行政會議成員，聯盟副主席                                                             |
| 功能界別   | 工業界（第一） | 梁君彥   |           |           |           | 聯盟名譽主席，現任立法會主席                                                         |
| 功能界別   | 金融服務界     | 張華峰   |           |           |           | 2021年連任金融服務界議員失敗                                                         |
| 功能界別   | 紡織及製衣界   | 陳祖恒   |           |           |           | 聯盟秘書長                                                                           |
| 功能界別   | 工業界（第二） | 吳永嘉   |           |           |           | 全國人大，聯盟副主席，2018年12月加入經民聯                                           |
| 選舉委員會 | 選舉委員會     | 梁美芬   |           |           |           |                                                                                      |
| 選舉委員會 | 選舉委員會     | 陸瀚民   |           |           |           | 聯盟副秘書長                                                                         |
| 所得議席   | 所得議席       | 所得議席 | 7         | 7 → 8     | 7 → 8 → 9 |                                                                                      |

### 區議員
2020年至2023年，經民聯在3個區議會共有3個民選議席和2個當然議席，議員包括：
| 區議會   | 選區號碼 | 選區               | 議員   | 備註               |
| -------- | -------- | ------------------ | ------ | ------------------ |
| 九龍城區 | G12      | 啟德北             | 梁婉婷 |                    |
| 九龍城區 | G13      | 啟德東             | 何華漢 |                    |
| 九龍城區 | G25      | 愛俊               | 左匯雄 |                    |
| 屯門區   | 當然議員 | 屯門鄉事委員會主席 | 劉業強 | 同時兼任立法會議員 |
| 沙田區   | 當然議員 | 沙田鄉事委員會主席 | 莫錦貴 | 新界鄉議局副主席   |

## 選舉

### 立法會選舉
| 選舉 | 民選得票 | 民選得票比例 | 地方選區議席 | 功能界別議席 | 選舉委員會議席 | 總議席 | 增減 |
| ---- | -------- | ------------ | ------------ | ------------ | -------------- | ------ | ---- |
| 2012 | 34,548   | 1.90%        | 1            | 6            | 不適用         | 7 / 70 | -    |
| 2016 | 49,745 ▲ | 2.24% ▲      | 1            | 7            | 不適用         | 8 / 70 | 1 ━  |
| 2021 | -        | -            | 0            | 5            | 2              | 7 / 90 | 1 ▼  |

### 區議會選舉
| 選舉 | 民選得票 | 民選得票比例 | 民選議席 | 地區委員會議席 | 委任議席 | 當然議席 | 總議席   | 增減 |
| ---- | -------- | ------------ | -------- | -------------- | -------- | -------- | -------- | ---- |
| 2015 | 27,452   | 1.90%        | 11       | 不適用         | 不適用   | 1        | 12 / 458 | -    |
| 2019 | 66,504▲  | 2.28% ▲      | 3        | 不適用         | 不適用   | 2        | 5 / 479  | 7▼   |
| 2023 | 59,015▼  | 5.04%▲       | 4        | 8              | 10       | 2        | 24 / 470 | 18▲  |

## 全國人大代表及全國政協委員

### 第十四屆港區全國人大代表（2023-）
- 梁美芬
- 吳永嘉

### 第十四屆港區全國政協委員（2023-）
- 林建岳（常委）
- 劉業強
- 李大壯
- 陳亨利
- 胡劍江
- 杜家駒

## 行政會議成員
- 劉皇發（2009-2012）
- 林健鋒（2012-）
- 劉業強（2017-）

## 派系
- 主流派：包括創黨成員梁君彥、盧偉國、林健鋒主要領導黨內事務。
- 鄉事派：包括屯門區劉業強、沙田區莫錦貴。
- 區議員派：因為黨內領導之一梁美芬是西九新動力負責人。黨內區議員多是效力九龍城區、包括啟德北梁婉婷、啟德南何華漢及愛俊左匯雄。

## 爭議
於2019年香港區議會選舉投票日，據蘋果日報報導，華麗選區經民聯候選人黃耀聰，涉提供旅遊巴接載選民，報導當中亦包括清晰片段，旅遊巴上張貼了黃耀聰的宣傳海報。根據《選舉條例》，在投票期間向市民提供免費車輛接送，而車上有任何候選人的宣傳品，或有人進行拉票活動，企圖誘使選民投票，有可能違反《選舉條例》。

## 外部連結
- 香港經濟民生聯盟的Facebook專頁